# Torre de Beneixama
La torre de Beneixama és al centre del poble de Beneixama, ben a prop de l'Ajuntament. Forma part de les armes de l'escut de Beneixama. Fins no fa massa era de propietat particular i va estar a punt de ser assolada per construir-hi uns habitatges. Una campanya de recollida de firmes i la voluntat del poble de Beneixama de respectar el patrimoni ha fet que es conserve. Les excavacions realitzades als seus voltants han permès trobar-hi restes de ceràmica almohade i posterior. Es trobava en molt mal estat de conservació tot i que havia estat declarada Bé d'interés cultural.